# Enéas Carneiro
Enéas Ferreira Carneiro (Rio Branco, Acre; 5 de novembre de 1938 — Rio de Janeiro, 6 de maig de 2007) va ser un anestesiòleg, cardiòleg, militar, matemàtic, físic, docent i polític brasiler. És considerat la major icona del conservadorisme nacionalista en el Brasil i va fundar l'extint Partit de la Reedificació de l'Ordre Nacional (PRONA). Va ser-ne afiliat de 1989, any de la seva fundació, fins al 2006, quan va unir-se al Partit Lliberal per crear el Partit de la República, al que va pertànyer fins a la data de la seva mort.

## Trajectòria política
En la seva joventut, Carneiro es va interessar per la lectura dels textos de Friedrich Engels, esdevenint un entusiasta del socialisme científic. Segons les seves pròpies paraules, somiava amb una Unió Soviètica victoriosa de la Guerra Freda, però va deixar de ser socialista perquè «quan l'Estat pren el control dels mitjans de producció, la competència econòmica desapareix; i, satisfetes les necessitats bàsiques, la societat entra en letargia i no es desenvolupa».
Va ser candidat tres vegades a la Presidència de la República (1989, 1994 i 1998) i és recordat per l'eslògan Meu nome é Enéas! ("El meu nom és Enéas!") que es repetia en la propaganda electoral televisada. Després de la tercera derrota, va presentar-se al càrrec de batlle de São Paulo (2000), candidatura que tampoc va reeixir. El 2002 va ser elegit, finalment, diputat federal per l'estat de São Paulo, rebent una altíssima votació de més de 1,5 milions de vots, la major registrada fins llavors, només superada un cop.
Va ser conegut pel seu nacionalisme, el seu conservadorisme, i l'oposició al neoliberalisme i al socialisme. Les seves posicions polítiques de vegades han sigut titllades d'extrema dreta, tanmateix, el mateix Enéas Carneiro va afirmar que és contrari a la classificació esquerra-dreta, afirmant que són "les dues cares de la mateixa moneda", definint-se a si mateix només com a nacionalista. Fins i tot, alguns crítics van voler associar-ho a una mena de nou símbol del moviment integralista, per les similituds existents amb les opinions de l'electorat del PRONA.

### Posicionaments
En el programa especial del PRONA, el candidat va criticar l'estat mínim i la política de privatitzacions, que considerava tripijocs per transferir el patrimoni públic a una minoria privilegiada, representants del sistema financer internacional. En aquesta línia, també es va mostrar partidari de suspendre el pagament de deute públic i de cercar aliances amb economies emergents, com Rússia, la Xina o l'Índia (anys abans de formar-se els BRICS). Carneiro va defensar el dret inalienable de vaga, però va criticar aquells que vivien d'organitzar-les.
Entre les polítiques conservadores que propugnava, s'hi trobava una oposició frontal a la legalització de les drogues i a la interrupció voluntària de l'embaràs. Va afirmar que l'avortament i l'homosexualitat formaven part d'un projecte mundial neo-malthusià per reduir la natalitat. Sobre la pena de mort va dir que, com a metge, es trobava en contra d'aquesta pràctica; com a polític, era partidari d'organitzar una consulta popular; mentre que com a ciutadà, la creia necessària.
Pel que fa a l'exèrcit, considerava que s'havia d'augmentar significativament el nombre de soldats. No obstant, qualificava de desastrós el resultat dels vint-i-un anys de dictadura, pel que feia al creixement econòmic del país. Va defensar l'obtenció de la bomba atòmica, «no per llançar-la, sinó per ser respectats» i poder «conversar en condicions d'igualtat» amb les potències militars globals.

## Militar, metge i mestre
El 1958, va iniciar els seus estudis a Rio de Janeiro, a l'Escola de Salut de l'Exèrcit. El 1959 es va formar com a sergent de tercera auxiliar d'anestesiologia, el primer de la seva promoció. El 1960, va iniciar els seus estudis en l'Escola de Medicina i Cirurgia de Rio de Janeiro, i el febrer de 1962, va iniciar els estudis universitaris de matemàtica i física. Va graduar-se en 1965 i 1968, respectivament. Va llicenciar-se de l'exèrcit i va fundar un centre educatiu de preparació per l'examen d'accés a la universitat, on a més e ser-ne director, impartia lliçons de matemàtiques, física, química, biologia i llengua portuguesa.
El 1969, va fer un curs d'especialització en cardiologia i més tard va enllestir-ne el mestrat a la Universitat Federal de Rio de Janeiro. El 1975 va elaborar el llibre O Eletrocardiograma, emprat per impartir aules durant dècades i que va ser reeditat sota el títol O eletrocardiograma: 10 anos depois.